# John Brande Trend
John Brande Trend (o J. B. Trend) (Southampton, 1887 - Cambridge, 1958) hispanista y musicólogo inglés. Amigo de Machado y Falla, fue profesor de español de la Universidad de Cambridge.
Se educó en el Christ's College, Cambridge. Hizo el servicio durante la Primera Guerra Mundial y por entonces desarrolló su interés por todo lo español, en particular por la historiografía de la música hispánica; hizo también varios viajes por España. En 1933 obtuvo la primera cátedra de español en Cambridge, de la que se jubiló en 1953; colaboró en la Encyclopaedia Britannica y tradujo al inglés, entre otras obras clásicas, La vida es sueño de Pedro Calderón de la Barca. Entre sus áreas de especialización se incluyen los orígenes de la España moderna y la poesía y la música españolas. Escribió A picture of modern Spain, Man and Music, Luis Milán and the Vihuelistas, La escenografía madrileña en el siglo XVII, Catalogue of the Music in the Biblioteca Medinaceli, Alfonso the Sage y The Music of Spanish History (1925), entre otros muchos; también sobre el compositor Manuel de Falla, con quien mantuvo una activa correspondencia epistolar, y de quien hizo el primer estudio crítico en inglés: Manuel de Falla and Spanish Music (1929). Se le deben también otros libros: Spain from the South y The origins of the Modern Spain.
Admirador y amigo de Antonio Machado, al tener conocimiento de su penosa situación en el exilio de Colliure, escribió al poeta ofreciéndole un puesto de lector en el Departamento de Español de Cambridge. El día 24 de febrero, José Machado Ruiz contestaba a la carta recién recibida, dándole a Trent la noticia de la muerte de Machado dos días antes. Así queda escrito en la crónica biográfica recogida en Últimas soledades del poeta Antonio Machado y publicada póstumamente en 1977.